# كارول إدوارد آدامز
كارول إدوارد آدامز (بالإنجليزية: Carroll Edward Adams) هو عسكري أمريكي، ولد في 1923، وتوفي في 1970.